# 宇木
宇木（うき）は、佐賀県唐津市の地名。鏡地区に位置する。郵便番号は847-0025。

## 地形
唐津平野の南東部に位置し四方山に囲まれる北側には鏡山を望む。南北に宇木川が流れ半田川に合流し最終的に松浦川に流れる。
東西の山の土砂崩れにより地形が構成され水はけの悪い地域であったが江戸時代唐津藩の治水工事により現在にいたる。
- 醍醐の滝

宇木上に位置する滝。

## 地域
鏡校区の面積の約3分の1を占め、旧唐津市の中でもトップクラス。北は鏡、東は半田、南は相知町伊岐佐、西は相知町大野・双水・夕日・柏崎に隣接する。
地域は宇木上・宇木中・宇木下・東宇木で構成。
都市化や宅地化が進む鏡や原とは対照的に柏崎・宇木・半田は田園風景が残っている。

## 産業
稲作を中心に山間ではミカン栽培も行われている。

## 世帯数と人口
2022年（令和4年）2月1日現在の世帯数と人口は以下の通りである。
| 町丁   | 世帯数  | 人口  |
| ------ | ------- | ----- |
| 宇木上 | 43世帯  | 107人 |
| 宇木中 | 58世帯  | 130人 |
| 宇木下 | 27世帯  | 73人  |
| 東宇木 | 71世帯  | 188人 |
| 計     | 199世帯 | 498人 |

## 小・中学校の学区
市立小・中学校に通う場合、学区は以下の通りとなる。
| 番地 | 小学校             | 中学校           |
| ---- | ------------------ | ---------------- |
| 全域 | 唐津市立鏡山小学校 | 唐津市立鏡中学校 |

## 交通

### 道路
国道、県道は通っていない。

## 施設
- 宝満神社

イザナギノミコト・イザナミノミコトを祀る神社であり、年末年始は高さ15mを超える門松が飾られる。近年では唐津湾にうかぶ高島の宝当神社と同じく宝くじ当選のご利益がある神社でもある。大林宣彦の遺作花筐/HANAGATAMIのロケ地。
- 天鼓山来雲寺

唐津藩初代藩主寺沢広高の嫡男堅高の墓がある。
- 洞泉寺

樹齢300年の天然記念物イチョウがある。
- 宇木汲田遺跡